# Бороздин, Олег Александрович
Олег Александрович Бороздин (7 октября 1929 года, Няндома, Северный край, СССР — 24 апреля 2016 года, Вологда, Российская Федерация) — советский и российский живописец, заслуженный художник Российской Федерации с 2002 г., член Союза художников России с 1965 г., лауреат Государственной премии Вологодской области (2005), почетный житель г. Няндома Архангельской области.

## Биография
Олег Бороздин родился 7 октября 1929 года в Няндоме. Его отец Александр Александрович рисовал «для себя» портреты и пейзажи, и это увлекло и Олега. Отец поощрял занятия сына рисованием и всячески поддерживал его на этом пути. Его юность и молодость пришлись на военные и послевоенные годы, земляки и жители окрестных деревень часто обращались к нему с просьбой сделать портреты по фотографиям погибших на фронте родных. Он грузился на повозку и ехал писать портреты, а обратно в благодарность за выполненную работу привозил картошку, муку, пшено, овощи.
Впервые профессиональную оценку своих работ он получил в 1944 году в Архангельске на Олимпиаде юных дарований Севера. Они были взяты на выставку самодеятельных художников и отмечены премией. Писатель и живописец Степан Писахов посоветовал ему учиться живописи.
В 1948 году Олег Бороздин поступил в Ярославское художественное училище, где учился у Михаила Кичигина, и окончил его в 1955 году с красным дипломом. По окончании училища переехал в Вологду на родину супруги — художницы Елены Сергеевны, дочери вологодского графика Сергея Васильевича Кулакова.
Олег Александрович Бороздин активно включается в живой художественный процесс, создает многочисленный этюдный материал, пишет картины. Одной из первых, показанных на выставке, была картина на историческую тему «Восстание в Великом Устюге» («Соляной бунт»), картина была написана в соавторстве с тестем. Персональные юбилейные выставки Бороздина в Вологодской областной картинной галерее в 1991, 1999, 2004, 2009 и 2014 годах принесли ему значительный успех у зрителей и внимание коллекционеров. О живописце писали вологодские искусствоведы А. Н. Мунин, Г. В. Дементьева, И. Б. Балашова, В. В. Воропанов, немалый интерес к нему был и есть в кругах научной и творческой интеллигенции Вологды.
Работы Бороздина хранятся в Вологодской областной картинной галерее, Вологодском государственном музее-заповеднике, картинной галерее Е. М. Лунина Череповец и других музеях области, в Государственном историческим музее, в Историко-краеведческом музее Дом Няна города Няндома Архангельской области, в частных коллекциях в России и за рубежом.
Похоронен на кладбище п. Лесково Вологодского района.

## Творчество
Художник работал в технике масляной живописи в жанрах сюжетно-тематической картины, портрета, пейзажа, натюрморта. Основные произведения: «Вологда пятидесятых годов» (1960), «Праздник в Сосновке» (1983—1984), «От Советского Информбюро» (1985), «Одна. Без помощи» (1988), «Безмолвие» (1988), «Былое» (1988).

## Награды и звания
- Заслуженный художник Российской Федерации (2002).
- Лауреат Государственной премии Вологодской области (2005).
- Почетный житель г. Няндома Архангельская область.